# Ashley Harkleroadová
Ashley Harkleroadová Adamsová (* 2. května 1985 Rossville) je bývalá americká profesionální tenistka. 

## Sportovní kariéra
S tenisem začala ve čtyřech letech a v roce 1999 hrála svůj první turnaj okruhu ITF. O rok později debutovala na WTA Tour a na US Open a stala se profesionální hráčkou. V roce 2001 vyhrála s Giselou Dulkovou čtyřhru juniorek ve Wimbledonu. Jejím trenérem byl José Luis Clerc.
Jejím nejlepším umístěním na žebříčku WTA bylo 39. místo ve dvouhře (červen 2003) a 39. místo ve čtyřhře (leden 2007). Ve dvouhře byla finalistkou jednoho turnaje WTA a vyhrála osm turnajů ITF. Ve čtyřhře hrála čtyřikrát finále WTA a získala pět turnajových prvenství na okruhu ITF. Nejlepším grandslamovým výsledkem ve dvouhře bylo třetí kolo na French Open 2003 a Australian Open 2007. V ženské čtyřhře hrála s Galinou Voskobojevovou čtvrtfinále v Austrálii v roce 2007 a v Paříži v roce 2008. S Justinem Gimelstobem byla čtvrtfinalistkou smíšené čtyřhry na US Open 2007.
Její zápas proti Jamei Jacksonové na Miami Open 2006 byl první, na němž byla využita v profesionálním tenisu technologie jestřábí oko.
V roce 2007 reprezentovala s Mardy Fishem USA v Hopmanově poháru, kde vypadli v základní skupině. Ve Fed Cupu nastoupila v roce 2008 ke dvěma zápasům ve dvouhře a ve čtvrtfinále Světové skupiny proti Německu porazila Tatjanu Malekovou i Sabine Lisickou.
V srpnu 2008 oznámila odchod na mateřskou dovolenou. Po dvou letech se pokusila o comeback a startovala v soutěži World TeamTennis, avšak v roce 2012 tenisovou kariéru definitivně ukončila a nastoupila do televizního kanálu Tennis Channel jako komentátorka.

## Osobní život
Jejím prvním manželem byl v letech 2004 až 2006 Alex Bogomolov. Od roku 2008 je provdána za trenéra Chucka Adamse, s nímž má syna a dceru.
Harkleroadová byla první profesionální tenistkou, která pózovala pro časopis Playboy. V roce 2022 také zřídila účet na stránkách OnlyFans.

## Finále na okruhu WTA Tour

### Dvouhra: 1 (0-1)
| Legenda           |
| ----------------- |
| Tier I (0–0)      |
| Tier II (0–0)     |
| Tier III (0–0)    |
| Tier IV & V (0–1) |

| Stav   | Č. | Datum      | Turnaj        | Kategorie | Povrch | Soupeřka         | Výsledek |
| ------ | -- | ---------- | ------------- | --------- | ------ | ---------------- | -------- |
| Prohra | 1. | Leden 2004 | Auckland Open | WTA 250   | Tvrdý  | Eleni Daniilidou | 3–6, 2–6 |

### Čtyřhra: 4 (0-4)
| Legenda           |
| ----------------- |
| Tier I (0–0)      |
| Tier II (0–0)     |
| Tier III (0–2)    |
| Tier IV & V (0–2) |

| Výsledek | Č. | Date          | Turnaj            | Kategorie | Povrch | Spoluhráčka                 | Soupeřky                                | Výsledek      |
| -------- | -- | ------------- | ----------------- | --------- | ------ | --------------------------- | --------------------------------------- | ------------- |
| Prohra   | 1. | Září 2003     | Japan Open        | WTA 500   | Tvrdý  | Ansley Cargillová           | Maria Šarapovová Tamarine Tanasugarnová | 6–7, 0–6      |
| Prohra   | 2. | Listopad 2005 | Tournoi de Québec | WTA 500   | Tvrdý  | Līga Dekmeijereová          | Anastasia Rodionovová Jelena Vesninová  | 7–6, 4–6, 2–6 |
| Prohra   | 3. | Květen 2006   | Prague Open       | WTA 250   | Antuka | Bethanie Matteková-Sandsová | Marion Bartoliová Šachar Pe'erová       | 4–6, 4–6      |
| Prohra   | 4. | Květen 2006   | Morocco Open      | WRA 250   | Antuka | Bethanie Matteková-Sandsová | Čeng Ťie Jen C’                         | 1–6, 3–6      |